# Roel Geeraedts
Roel Geeraedts (Venlo, 19 februari 1973) is een Nederlandse journalist.
In 1998 begon Geeraedts bij het RTL Nieuws als stagiair, tot 2000 bleef hij werkzaam als buitenlandredacteur bij diezelfde nieuwsdienst. Daarna vertrok hij naar New York om daar voor dezelfde organisatie redacteur te worden. 
Na nog een tijd op de Haagse redactie als verslaggever te hebben gewerkt, presenteerde Geeraedts tussen 2004 en 2005 de late versie van Editie NL. Daarin vormde hij een duo met Daphne Lammers. Sinds het einde van dit programma was hij weer werkzaam als politiek verslaggever.
Na het plotselinge overlijden van Conny Mus werd Geeraedts correspondent in het Midden-Oosten voor het RTL Nieuws en voor Het Nieuws van de Vlaamse omroep VTM. Hij verzorgde de berichtgeving vanuit standplaats Jeruzalem, maar bij belangrijke gebeurtenissen in zijn werkgebied was hij vrijwel altijd ter plaatse. Vlak na zijn aanstelling als correspondent begon de Arabische Lente, de protesten, gevolgd door de gewelddadigheden in de Arabische wereld.
Hij deed onder meer verslag van de Syrische Burgeroorlog en berichtte vanuit Bagdad over IS.
Vanaf 2015 was Geeraedts politiek verslaggever voor RTL Nieuws. Olaf Koens nam zijn taken als correspondent in het Midden-Oosten over. In 2018 verliet hij RTL Nieuws en werd hij voorlichter van de Algemene Rekenkamer.